# Saint-Brieuc-des-Iffs
Saint-Brieuc-des-Iffs (bretonisch: Sant-Brieg-an-Ivineg; Gallo: Saent-Berioec) ist eine französische Gemeinde im Département Ille-et-Vilaine in der Region Bretagne. Sie gehört zum Kanton Combourg im Arrondissement Saint-Malo und hat 323 Einwohner (Stand: 1. Januar 2022), die Briochins genannt werden.

## Geographie
Saint-Brieuc-des-Iffs liegt etwa 23 Kilometer nordnordwestlich von Rennes. Umgeben wird Saint-Brieuc-des-Iffs von den Nachbargemeinden Tinténiac im Norden und Osten, Saint-Symphorien im Südosten, La Chapelle-Chaussée im Süden sowie Les Iffs im Westen. Durch das Gemeindegebiet von Saint-Brieuc-des-Iffs führt die autobahnartig ausgebaute D 137 von Rennes nach Saint-Malo.

## Bevölkerungsentwicklung
| Jahr                       | 1962 | 1968 | 1975 | 1982 | 1990 | 1999 | 2006 | 2013 | 2020 |
| Einwohner                  | 280  | 258  | 257  | 279  | 288  | 296  | 352  | 348  | 328  |
| Quellen: Cassini und INSEE |      |      |      |      |      |      |      |      |      |

## Sehenswürdigkeiten

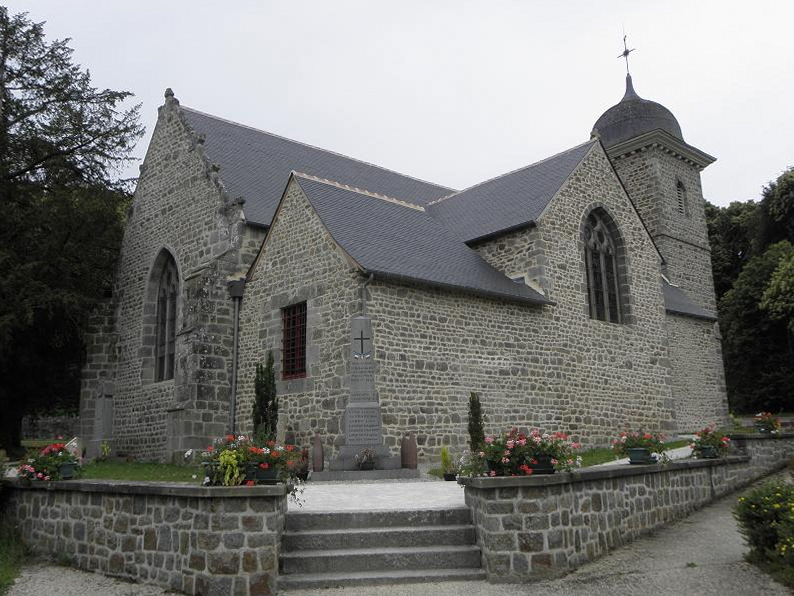
Kirche Saint-Brieuc

- Kirche Saint-Brieuc